# Orientierungsfähigkeit
Orientierungsfähigkeit ist die Fähigkeit zur Bestimmung und zieladäquaten Veränderung der Lage und Bewegung des Körpers in Raum und Zeit bezogen auf ein definiertes Aktionsfeld (Spielfeld, Turngeräte) und/oder ein sich bewegendes Objekt (Ball, Spielpartner usw.).
Das Maß für die Orientierungsfähigkeit wird beschrieben durch Schnelligkeit, Richtigkeit, Genauigkeit des Orientierens in Zusammenhang mit der Genauigkeit der Ausführung einer Bewegung/Bewegungsaufgabe.
Bei der Messung bzw. der Erfassung der Orientierungsfähigkeit sollten solche Bewegungen ausgewählt werden, die durch die Informationsaufnahme und Informationsverarbeitung optisch-räumlicher Signale gekennzeichnet sind. Möglich wird dieses durch die Verwendung von raum-zeit-orientierter Steuerung einer ganzkörperlichen Bewegung entsprechend der Aufnahme und Verarbeitung (Wahrnehmung) eigener und fremder Bewegungsabläufe.